# Joaquín Celma Puig
Joaquín Celma Puig   (Vall-de-roures, 15 de febrer de 1900 - camp de concentració de Gusen, 6 d'octubre de 1941) fou un polític anarquista franjolí, militant de la Confederació Nacional del Treball (CNT) i alcalde de Vall-de-roures, que participà a l'aixecament anarquista del 9 de desembre de 1933. El 8 de setembre de 1940 va ingressar al camp de concentració de Mauthausen-Gusen, amb el número 4.409, on moriria el 6 d'octubre de 1941 amb 41 anys.

## Biografia
Va néixer en una família de llauradors de Vall-de-roures, a la comarca de la Matarranya. Es va casar amb una vídua del poble, Feliciana Gil, i van tenir dos fills, Florentín i Hermínia, encara que aquests no van ser els noms que els seus pares els van donar. Nascuts durant el període republicà, no van ser batejats per l'Església i foren registrats amb els noms llibertaris de Floreal i Armonia. Durant les missions que duia a terme l'església durant la postguerra, per a evangelitzar republicans ateus i per a fomentar el catolicisme als pobles sospitosos pel seu passat obrer i esquerrà, els van canviar pels noms pels definitius de Florentín i Hermínia.
Celma era l'alcalde de Vall-de-roures quan el 9 de desembre de 1933 va esclatar un aixecament popular per a instaurar el comunisme llibertari. La revolta va ser sufocada per un destacament de l'exèrcit espanyol provinent de Tarragona i ell va ser detingut i processat per haver-s'hi sumat des d'un primer moment. Va ser acusat i sentenciat per sedició, equivalent a una condemna de 24 anys de presó, degut a que se li va aplicar el càrrec d'alcalde com a agreujant. Va passar per diverses presons, fins a l'amnistia aprovada pel Govern l'abril de 1934. En paral·lel al judici per sedició, se li va obrir un segon procés, en el qual se'l va acusar d'haver-se emportat queviures d'una tenda del poble per alimentar als detinguts pels revoltats. La fiscalia va demanar tres anys i vuit mesos d'empresonament per a Celma i el seu acompanyant Aureliano Julve, però el comerciant afectat, Modest Burillo, va negar al judici que fos amenaçat per a entregar els queviures. La fiscalia va retirar els càrrecs i el jutjat va acabar absolent-los.
Durant la Guerra del 36, en caure el front d'Aragó a la primavera de 1938, va fugir cap a Catalunya amb tota la família i, d'allà, a França. A través de falses promeses, els ocupants nazis de França van aconseguir que Celma marxés voluntari a Alemanya, on després d'empresonar-lo al camp de presoners de guerra Stalag XI-B del municipi alemany de Fallingbostel, va ingressar al camp de concentració de Mauthausen-Gusen el 8 de setembre de 1940. Gràcies a companys de captiveri, especialment de Salvador Benítez («Pajaritos»), Florentín i Hermínia van conèixer les penalitats del seu pare durant el captiveri nazi. En una ocasió, un veí de Vall-de-roures es va acostar als filats de Mauthausen per interessar-se per la seva situació i la d'un altre vallderrourà pres, Francisco Berge, que també moriria al camp. El visitant els va llançar per sobre del filat una peça de sabó, un article de neteja que, segons es va saber després, els va servir d'aliment. En paraules de la seva filla Hermínia: «Lo meu pare mos escrivie cartes des del camp de concentració de França. En una d'elles mos die que mos havie comprat dos bicicletes en los diners que guanyave al eixir a treballar i que promte mos les portarie». Mentre es mantenia a l'exili a França van arribar cartes a la seva família amb certa regularitat però el flux es va tallar de cop quan el van ingressar al complex de Mauthausen-Gusen. La seva família va tornar a Vall-de-roures després d'una breu estada com a refugiada a Catalunya i va ser en aquest indret, i a través de la Creu Roja, on es va assabentar de la mort de Celma l'any 1941.